# Roques Blanques (Rabós)
El Roques Blanques és una muntanya de 591 metres que es troba al municipi de Rabós, a la comarca catalana de l'Alt Empordà.